# Adalberto Migliorati
Adalberto Migliorati (Roma, 11 ottobre 1902 – Perugia, 28 novembre 1953) è stato un pittore e disegnatore italiano.

## Biografia
Adalberto Migliorati, figlio del pittore Angelo Elladio Migliorati e di Ida Ramadoro, ha quattro fratelli, Mario (il maggiore, militare di carriera poi Geometra), Aldo (Ragioniere poi Professore Emerito di Belle Arti), Rodolfo (morto giovanissimo di influenza spagnola) e Viero (il più giovane, anch'egli pittore). La famiglia, originaria di Montone, si trasferisce a Perugia negli anni 1910-1912. Dal 1914 Adalberto si iscrive all'Accademia di Belle Arti di Perugia: vi frequenta i corsi di ornato, prospettiva, architettura e pittura, e vince il primo premio in quest'ultima disciplina nell'anno 1919. Un anno dopo, partecipa alla Prima Mostra Umbra d'Arte Moderna e nel 1921 si diploma all'Accademia; contemporaneamente partecipa alla Prima Biennale Romana con un dipinto dal titolo Campane. Negli anni successivi (1922-1923) lavora a Gubbio, presso la fabbrica Mastro Giorgio, con Antonino Traverso, suo compagno di studi all'Accademia di Perugia. Tra le varie occupazioni, Adalberto è attivo anche per la realizzazione di manifesti pubblicitari, tra gli altri il Manifesto per il Sindacato Costruttori edili. Partecipa inoltre, nel 1923, alla prima Mostra del Fascio artistico di Perugia.
Ben presto riceve commissioni di rilievo: nel 1924 la decorazione della casa Mazzi a Perugia, e ad Assisi, la decorazione dell'ufficio delle Poste e Telegrafi e del palazzo del Capitano del Popolo. L'anno successivo è la volta di un negozio di stoffe a Todi e della chiesa di San Sebastiano a Coldirodi, presso Imperia, chiamatovi da padre Giovanni Semeria. Rientrato a Perugia, decora il teatro Turreno ed espone alla Mostra del Sindacato Artistico. Nel 1927 riceve l'incarico di decorare l'interno di Villa Lemmi a Montegabbione (1927), poi i due fratelli Migliorati passano l'estate a San Remo assieme a don Angelo Rescalli, pittore e sacerdote, che apre loro il suo studio, e stringe con i pittori perugini una forte amicizia. Infine Adalberto e Viero si trasferiscono a Milano.
Inizia con l'approdo milanese una nuova fase nella vita dei due fratelli. Entrati nell'orbita della rivista L'Eroica di Ettore Cozzani, riceveranno dall'intellettuale spezzino notevoli favori in termini di notorietà e di rapporti, ed una adeguata cassa di risonanza alle loro opere sulla rivista. Tra il 1928 ed il 1931 Adalberto realizza per Arnaldo Fontana-Roux quattro tele per il palazzo Fontana-Roux a Milano, ed i decori per la nuova sede degli uffici della Montecatini (con Ciro Cancelli e Viero). Grazie alla mediazione di Cozzani disegna l'agenda della Rinascente per il 1930. Disegna inoltre il Diploma per l'Esposizione Internazionale di Fonderia di Milano. Nello stesso anno 1930, è ancora Cozzani ad offrire al pittore una notevole occasione di lavoro, ponendolo in rapporti con l'industriale tessile Lorenzo Valerio Bona, nel cui palazzo Provana del Sabbione di Carignano, presso Torino, in due anni ed aiutato dal fratello, decora alcune stanze, compreso lo studio privato dell'imprenditore, con soggetti religiosi alternati a storie del mito dei Nibelunghi. Molto probabilmente in tale occasione Adalberto fornisce anche i disegni per le porte intagliate dello studio, raffiguranti Il ciclo della Lana. I dipinti, espressione nei soggetti wagneriani delle predilezioni musicali e in generale delle inclinazioni culturali del committente, hanno un tono neoquattrocentesco, del resto comune all'attività di Adalberto, particolarmente riconoscibile nello Sposalizio della Vergine, ispirato al Perugino, ma nel quale sono raffigurati anche i rappresentanti della famiglia Bona. Poco dopo la loro realizzazione, i dipinti vengono pubblicati e descritti da Cozzani in un apposito articolo illustrato sull'Eroica. In un momento cronologicamente parallelo il pittore decora anche il foyer dell'Hotel Bernini di Roma, con un dipinto murale dal titolo La celebrazione del carme di Gian Lorenzo Bernini e dell'Urbe.
Nel 1934 trasferisce l'abitazione a Roma. Nel frattempo, a Perugia, realizza le decorazioni di due ambienti per la villa Guardabassi. Ormai a ridosso della Seconda guerra mondiale, negli anni 1939-1940, il pittore ritorna a Torino, per lavorare ad una villa sulla collina torinese degli stessi Bona (villa Primosole), con un ciclo di dipinti dedicato alle Leggende Alpine. Negli anni della guerra si dedica per necessità all'attività disegnativa: realizza con il fratello le xilografie per Tersite di Vittorio Locchi, illustra Il Romanzo di Michelangelo di Luigi Ugolini, il Publio Valerio in Gallia con Giulio Cesare di Daria Banfi Malaguzzi, e scrive con Silvio Gabrielli il libro per le scuole medie Il disegno nel lavoro e nell'arte. Nel 1943 lo coglie la notizia della morte, nei bombardamenti di Milano, del fratello Viero. Dopo la parentesi bellica, Adalberto riprende a fatica l'attività, documentata a partire dal 1946 per lavori a Mantignana, per l'esposizione di opere alla Mostra Sociale della Galleria Nuova di Perugia e, negli anni 1948-1951, per i dipinti murari della chiesa di San Filastrio a Ludriano (Brescia)(La Passione di Cristo, La Gloria di Nostro Signore Gesù Cristo).
Ripreso il domicilio a Perugia, dove apre studio nel 1951, ritorna ben presto in Liguria, a Millesimo (Savona), dove conclude le pitture dell'interno del santuario del Deserto, un ciclo avviato dal fratello Viero e non portato a termine per la sua morte. Dopo un ultimo periodo dedicato a pitture di storia, l'artista muore nel 1953.
La Fondazione Accademia di Belle Arti Pietro Vannucci di Perugia conserva alcune sue opere donate dal fratello Aldo e dalla figlia di Aldo, Renata. Altri dipinti sono in collezioni private di Perugia.